# Kurt Frieberger
Kurt Frieberger (Pseudonym Karl Gustav Ger; * 4. April 1883 in Wien; † 19. November 1970 ebenda) war ein österreichischer Dramatiker und Schriftsteller.

## Biografie
Nach Beendigung des Jurastudiums trat er 1909 in den Staatsdienst ein. 1910 promovierte er zum Dr. jur. Von 1918 bis 1928 arbeitete er in der Ersten Republik im Bundeskanzleramt. Neben seiner Beamtenlaufbahn widmete sich Frieberger intensiv der Kulturvermittlung, er war unter anderem eines der Gründungsmitglieder des 1922 in Wien gegründeten Kulturbundes.
Von 1929 bis 1938 fungierte er als Attaché der Österreichischen Gesandtschaft am königlichen Hof in Italien. In den Jahren in Rom sorgte Frieberger für eine deutliche Intensivierung des kulturellen Austausches zwischen Italien und Österreich. Mit der Eingliederung Österreichs in das Dritte Reich verlor er seinen Posten und wurde der Pension für verlustig erklärt. Zugleich musste er schriftstellerische Beschränkungen hinnehmen und durfte nur mehr Übersetzungen und Bearbeitungen veröffentlichen. Nach dem Zusammenbruch des Nationalsozialismus kehrte Frieberger 1945 in den Beamtenstand zurück und war in Folge maßgeblich an der Errichtung des Ministeriums für Vermögenssicherung und Wirtschaftsplanung beteiligt.

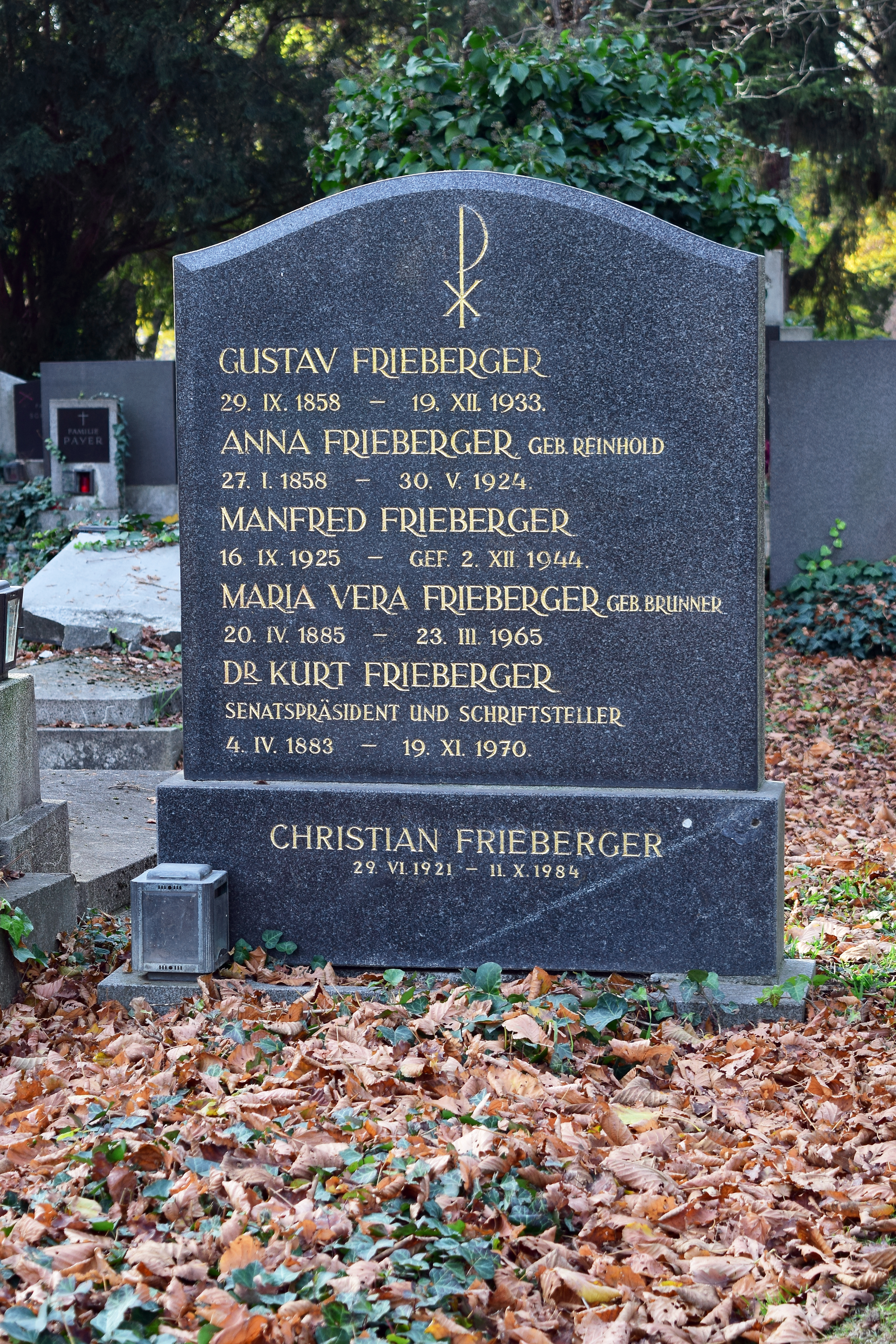
Friebergers Grab auf dem Wiener Zentralfriedhof

1946 bis 1953 gehörte er dem Verwaltungsgerichtshof als Senatspräsident an. Weiterhin engagierte er sich als kultureller Vertreter des offiziellen Österreich, nahm immer wieder an internationalen Konferenzen teil, etwa 1952, als das Welturheberrechtsabkommen in Genf verabschiedet wurde. Neben der Funktion des Präsidenten der Grillparzer-Gesellschaft bekleidete er auch das Amt des Vizepräsidenten des Österreichischen P.E.N.-Clubs. 1967 wurde er zum Professor ernannt.
Kurt Frieberger wurde am Wiener Zentralfriedhof in einem ehrenhalber gewidmeten Grab bestattet (Gruppe 109, Reihe 10, Nr. 10).

## Karriere als Autor
Erste Gedichte wurden 1907 in dem Gedichtband Barocke Monologe veröffentlicht. Ein Jahr später erhielt Frieberger für die Komödie Das Glück der Vernünftigen den Raimund-Preis. Neben weiteren Theaterstücken wie etwa Hendrijke (1910) entstanden der Roman Danae (1921), die Sieveringer Sonette (1919), oder das Kunstbuch Die spanische Hofreitschule (1921). Seine Frau Maria Vera Brunner illustrierte die Barocken Balladen (1919). Während der Zeit des Dritten Reiches bearbeitete bzw. übersetzte er Stücke von August von Kotzebue, z. B. Die deutschen Kleinstädter oder Die beiden Klingsberg (beide 1942), sowie von Carlo Goldoni, z. B. Nachtigallen aus Venedig (1943) oder Ein anständiges Mädel (1944) und anderen italienischen Autoren. Nach dem Zweiten Weltkrieg erschienen noch einige Romane, unter anderem "Bahnbrecher" (1946) Kampf mit dem Jenseits (1949), Montmartre triumphiert (1950) sowie Der Fischer Simon Petrus (1953), der unter anderem ins Englische, Spanische, Französische und Niederländische übersetzt wurde.

## Auszeichnungen
- 1908: Raimund-Preis für die Komödie Das Glück der Vernünftigen (UA Wiener Raimundtheater 1907)
- 1937: Komturkreuz mit dem Stern des päpstlichen Silvesterordens[2]
- 1955: Großes Goldenes Ehrenzeichen für Verdienste um die Republik Österreich[3]
- 1963: Großer Österreichischer Staatspreis für Literatur

## Werke
- Barocke Monologe (Gedichte). Axel Juncker, Berlin 1907.
- Das Glück der Vernünftigen. Eine Bürgerkomödie in 5 Akten; O. F. Eirich, Wien.
- Hendrickje. Schauspiel in 4 Aufzügen; UA Königlich preußisches Hoftheater zu Cassel 1910, Axel Juncker, Berlin 1908.
- Gloria. Komödie in 3 Akten; UA Deutsches Volkstheater zu Wien 1912, Hugo Heller & Cie., Leipzig Wien.
- Sieveringer Sonette. Wila, Wiener Literarische Anstalt Gesellschaft m. b. H., Wien Berlin 1919.
- Barocke Balladen. Zeichnungen und der Entwurf des Einbandes von Maria Vera Brunner, Druck: Christoph Reisser’s Söhne Wien V, Wiener Literarische Anstalt Gesellschaft m. b. H., Wien Berlin 1919.